# Élections législatives de 1993 dans la Loire-Atlantique
Les élections législatives françaises de 1993 se déroulent les 21 et 28 mars 1993. Dans le département de la Loire-Atlantique, dix députés sont à élire dans le cadre de dix circonscriptions.

## Élus
| Circonscription | Député sortant                  | Parti | Parti     | Député élu ou réélu | Parti | Parti     |
| --------------- | ------------------------------- | ----- | --------- | ------------------- | ----- | --------- |
| 1re             | Monique Papon                   |       | UDF (CDS) | Monique Papon       |       | UDF (CDS) |
| 2e              | Élisabeth Hubert                |       | RPR       | Élisabeth Hubert    |       | RPR       |
| 3e              | Jean-Marc Ayrault               |       | PS        | Jean-Marc Ayrault   |       | PS        |
| 4e              | Jacques Floch                   |       | PS        | Jacques Floch       |       | PS        |
| 5e              | Édouard Landrain                |       | UDF (CDS) | Édouard Landrain    |       | UDF (CDS) |
| 6e              | Xavier Hunault                  |       | UDF (AD)  | Michel Hunault      |       | RPR       |
| 7e              | Olivier Guichard                |       | RPR       | Olivier Guichard    |       | RPR       |
| 8e              | Claude Évin                     |       | PS        | Étienne Garnier     |       | RPR       |
| 9e              | Lucien Richard                  |       | RPR       | Pierre Hériaud      |       | UDF (CDS) |
| 10e             | Joseph-Henri Maujoüan du Gasset |       | UDF (PR)  | Serge Poignant      |       | RPR       |

## Positionnement des partis
Les candidats d'alliance RPR-UDF et divers droite se présentent sous la bannière de l'Union pour la France et ceux du Parti socialiste derrière l'Alliance des Français pour le Progrès. Par ailleurs, Les Verts et Génération écologie s'unissent sous l'étiquette Entente des écologistes.

## Résultats

### Résultats à l'échelle du département
| Parti          | Parti                                       | Premier tour | Premier tour | Second tour | Second tour | Sièges |
| Parti          | Parti                                       | Voix         | %            | Voix        | %           | Sièges |
| -------------- | ------------------------------------------- | ------------ | ------------ | ----------- | ----------- | ------ |
|                | Rassemblement pour la République            | 144 567      | 29,98        | 117 627     | 37,97       | 5      |
|                | Union pour la démocratie française          | 77 099       | 15,99        | 67 479      | 21,78       | 3      |
|                | Divers droite                               | 9 043        | 1,88         |             |             | 0      |
|                | Centre national des indépendants et paysans | 952          | 0,20         | 0           |             |        |
|                | Union pour la France                        | 231 661      | 48,03        | 185 106     | 59,75       | 8      |
|                |                                             |              |              |             |             |        |
|                | Parti socialiste                            | 97 877       | 20,29        | 124 690     | 40,25       | 2      |
|                | Mouvement des radicaux de gauche            | 1 989        | 0,41         |             |             | 0      |
|                | Alliance des Français pour le progrès       | 99 866       | 20,71        | 124 690     | 40,25       | 2      |
|                |                                             |              |              |             |             |        |
|                | Les Verts                                   | 22 495       | 4,66         |             |             | 0      |
|                | Génération écologie                         | 22 234       | 4,61         | 0           |             |        |
|                | Entente des écologistes                     | 44 729       | 9,27         |             |             | 0      |
|                |                                             |              |              |             |             |        |
|                | Front national                              | 41 496       | 8,60         |             |             | 0      |
|                | Parti communiste français                   | 27 064       | 5,61         | 0           |             |        |
|                | Divers écologiste dont LT-LNÉ               | 15 614       | 3,24         | 0           |             |        |
|                | Extrême gauche dont LCR, LO, PT et SÉGA     | 11 757       | 2,44         | 0           |             |        |
|                | Divers dont PLN                             | 4 452        | 0,92         | 0           |             |        |
|                | Mouvement des citoyens                      | 2 932        | 0,61         | 0           |             |        |
|                | Régionaliste                                | 2 717        | 0,56         | 0           |             |        |
|                |                                             |              |              |             |             |        |
| Inscrits       | Inscrits                                    | 743 401      | 100,00       | 514 878     | 100,00      | 10     |
| Abstentions    | Abstentions                                 | 231 895      | 31,19        | 180 374     | 35,03       |        |
| Votants        | Votants                                     | 511 506      | 68,81        | 334 504     | 64,97       |        |
| Blancs et nuls | Blancs et nuls                              | 29 218       | 5,71         | 24 708      | 7,39        |        |
| Exprimés       | Exprimés                                    | 482 288      | 94,29        | 309 796     | 92,61       |        |

### Résultats par circonscription

#### Première circonscription (Nantes-Nord)
| Candidat       | Candidat                      | Parti          | Premier tour | Premier tour | Second tour | Second tour |  |
| Candidat       | Candidat                      | Parti          | Voix         | %            | Voix        | %           |  |
| -------------- | ----------------------------- | -------------- | ------------ | ------------ | ----------- | ----------- |  |
|                | Monique Papon sortante réélue | UDF (CDS)      | 19 229       | 46,7         | 23 501      | 59,5        |  |
|                | Daniel Asseray                | PS (ADFP)      | 7 144        | 17,35        | 15 995      | 40,5        |  |
|                | Xavier Dousset                | Les Verts (EÉ) | 4 485        | 10,89        |             |             |  |
|                | Ludovic Cassard               | FN             | 3 577        | 8,69         |             |             |  |
|                | Alexandre Mazzorana           | MRG            | 1 989        | 4,83         |             |             |  |
|                | Catherine Gravoille           | PCF            | 1 922        | 4,67         |             |             |  |
|                | André Bolo                    | CNI            | 952          | 2,31         |             |             |  |
|                | Claude Maraga                 | LT-LNÉ         | 854          | 2,07         |             |             |  |
|                | René Boulzennec               | UDB            | 781          | 1,9          |             |             |  |
|                | Didier Boulaire               | PLN            | 240          | 0,58         |             |             |  |
|                |                               |                |              |              |             |             |  |
| Inscrits       | Inscrits                      | Inscrits       | 66 738       | 100,00       | 66 731      | 100,00      |  |
| Abstentions    | Abstentions                   | Abstentions    | 23 522       | 35,25        | 24 956      | 37,4        |  |
| Votants        | Votants                       | Votants        | 43 216       | 64,75        | 41 775      | 62,6        |  |
| Blancs et nuls | Blancs et nuls                | Blancs et nuls | 2 043        | 4,73         | 2 279       | 5,46        |  |
| Exprimés       | Exprimés                      | Exprimés       | 41 173       | 95,27        | 39 496      | 94,54       |  |

#### Deuxième circonscription (Nantes-Centre)
| Candidat       | Candidat                         | Parti          | Premier tour | Premier tour | Second tour | Second tour |  |
| Candidat       | Candidat                         | Parti          | Voix         | %            | Voix        | %           |  |
| -------------- | -------------------------------- | -------------- | ------------ | ------------ | ----------- | ----------- |  |
|                | Élisabeth Hubert sortante réélue | RPR (UPF)      | 19 415       | 44,82        | 24 565      | 59,2        |  |
|                | Albert Mahé                      | PS (ADFP)      | 9 731        | 22,46        | 16 933      | 40,8        |  |
|                | Benoist Dutertre                 | FN             | 4 296        | 9,92         |             |             |  |
|                | Jean-Claude Demaure              | GÉ (EÉ)        | 4 191        | 9,67         |             |             |  |
|                | Claude Constant                  | PCF            | 1 972        | 4,55         |             |             |  |
|                | Tadeusz Kucharczyk               | Divers droite  | 1 481        | 3,42         |             |             |  |
|                | François Préneau                 | LCR            | 1 050        | 2,42         |             |             |  |
|                | Nicole Girel                     | LT-LNÉ         | 978          | 2,26         |             |             |  |
|                | Charles Le Janne                 | PLN            | 208          | 0,48         |             |             |  |
|                |                                  |                |              |              |             |             |  |
| Inscrits       | Inscrits                         | Inscrits       | 71 611       | 100,00       | 71 611      | 100,00      |  |
| Abstentions    | Abstentions                      | Abstentions    | 26 490       | 36,99        | 27 765      | 38,77       |  |
| Votants        | Votants                          | Votants        | 45 121       | 63,01        | 43 846      | 61,23       |  |
| Blancs et nuls | Blancs et nuls                   | Blancs et nuls | 1 799        | 3,99         | 2 348       | 5,36        |  |
| Exprimés       | Exprimés                         | Exprimés       | 43 322       | 96,01        | 41 498      | 94,64       |  |

#### Troisième circonscription (Saint-Herblain)
| Candidat       | Candidat                        | Parti          | Premier tour | Premier tour | Second tour | Second tour |  |
| Candidat       | Candidat                        | Parti          | Voix         | %            | Voix        | %           |  |
| -------------- | ------------------------------- | -------------- | ------------ | ------------ | ----------- | ----------- |  |
|                | Jean-Marc Ayrault sortant réélu | PS (ADFP)      | 16 325       | 33,49        | 27 661      | 55,58       |  |
|                | Jean-Luc Harousseau             | UDF (AD)       | 15 923       | 32,66        | 22 104      | 44,42       |  |
|                | Arnaud de Périer                | FN             | 4 695        | 9,63         |             |             |  |
|                | Bernard Renou                   | Les Verts (EÉ) | 4 482        | 9,19         |             |             |  |
|                | Michel Moreau                   | PCF            | 3 290        | 6,75         |             |             |  |
|                | Hélène Defrance                 | LO             | 1 241        | 2,55         |             |             |  |
|                | Martine Chabot                  | LT-LNÉ         | 1 169        | 2,4          |             |             |  |
|                | Paul Blineau                    | SÉGA           | 1 044        | 2,14         |             |             |  |
|                | Martine Leroy                   | LCR            | 356          | 0,73         |             |             |  |
|                | Eric Grudet                     | PLN            | 228          | 0,47         |             |             |  |
|                |                                 |                |              |              |             |             |  |
| Inscrits       | Inscrits                        | Inscrits       | 78 491       | 100,00       | 78 488      | 100,00      |  |
| Abstentions    | Abstentions                     | Abstentions    | 27 121       | 34,55        | 26 194      | 33,37       |  |
| Votants        | Votants                         | Votants        | 51 370       | 65,45        | 52 294      | 66,63       |  |
| Blancs et nuls | Blancs et nuls                  | Blancs et nuls | 2 617        | 5,09         | 2 529       | 4,84        |  |
| Exprimés       | Exprimés                        | Exprimés       | 48 753       | 94,91        | 49 765      | 95,16       |  |

#### Quatrième circonscription (Nantes-Sud)
| Candidat       | Candidat                    | Parti          | Premier tour | Premier tour | Second tour | Second tour |  |
| Candidat       | Candidat                    | Parti          | Voix         | %            | Voix        | %           |  |
| -------------- | --------------------------- | -------------- | ------------ | ------------ | ----------- | ----------- |  |
|                | Alain Saillant              | RPR (UPF)      | 16 349       | 38,07        | 21 302      | 49,44       |  |
|                | Jacques Floch sortant réélu | PS (ADFP)      | 12 038       | 28,03        | 21 786      | 50,56       |  |
|                | Bernadette Bertet           | Les Verts (EÉ) | 4 535        | 10,56        |             |             |  |
|                | Michel Boju                 | FN             | 3 326        | 7,74         |             |             |  |
|                | Jacques Guilbaud            | PCF            | 2 696        | 6,28         |             |             |  |
|                | Joachim Lebot               | SÉGA           | 1 348        | 3,14         |             |             |  |
|                | Ghislaine Georgelin         | LT-LNÉ         | 1 244        | 2,9          |             |             |  |
|                | Robert Cerisier             | LO             | 1 190        | 2,77         |             |             |  |
|                | Jacques Jubiniaux           | PLN            | 221          | 0,51         |             |             |  |
|                |                             |                |              |              |             |             |  |
| Inscrits       | Inscrits                    | Inscrits       | 66 611       | 100,00       | 66 606      | 100,00      |  |
| Abstentions    | Abstentions                 | Abstentions    | 20 830       | 31,27        | 20 656      | 31,01       |  |
| Votants        | Votants                     | Votants        | 45 781       | 68,73        | 45 950      | 68,99       |  |
| Blancs et nuls | Blancs et nuls              | Blancs et nuls | 2 834        | 6,19         | 2 862       | 6,23        |  |
| Exprimés       | Exprimés                    | Exprimés       | 42 947       | 93,81        | 43 088      | 93,77       |  |

#### Cinquième circonscription (Ancenis)
|                | Édouard Landrain sortant réélu | UDF (CDS)      | 29 855 | 51,49  |  |  |  |
|                | Thérèse Caillaud               | PS (ADFP)      | 9 229  | 15,92  |  |  |  |
|                | Patrick Cotrel                 | GÉ (EÉ)        | 6 297  | 10,86  |  |  |  |
|                | Christophe Bouhier             | FN             | 5 712  | 9,85   |  |  |  |
|                | Gaston Auffret                 | PCF            | 2 284  | 3,94   |  |  |  |
|                | Anne de La Villarmois          | LT-LNÉ         | 2 056  | 3,55   |  |  |  |
|                | Michel Le Roch                 | PT             | 1 607  | 2,77   |  |  |  |
|                | Jérôme Sulim                   | MDC            | 943    | 1,63   |  |  |  |
|                |                                |                |        |        |  |  |  |
| Inscrits       | Inscrits                       | Inscrits       | 87 255 | 100,00 |  |  |  |
| Abstentions    | Abstentions                    | Abstentions    | 24 982 | 28,63  |  |  |  |
| Votants        | Votants                        | Votants        | 62 273 | 71,37  |  |  |  |
| Blancs et nuls | Blancs et nuls                 | Blancs et nuls | 4 290  | 6,89   |  |  |  |
| Exprimés       | Exprimés                       | Exprimés       | 57 983 | 93,11  |  |  |  |

#### Sixième circonscription (Châteaubriant)
|                | Michel Hunault élu | RPR (UPF)      | 25 429 | 54,46  |  |  |  |
|                | Martine Buron      | PS (ADFP)      | 9 735  | 20,85  |  |  |  |
|                | Yves Legeay        | GÉ (EÉ)        | 3 044  | 6,52   |  |  |  |
|                | Pierre Peraldi     | FN             | 3 015  | 6,46   |  |  |  |
|                | Marcel Alizon      | Divers         | 2 314  | 4,96   |  |  |  |
|                | Olivier Le Lijour  | PCF            | 1 516  | 3,25   |  |  |  |
|                | Muriel Ameline     | LT-LNÉ         | 1 313  | 2,81   |  |  |  |
|                | Françoise Mondolfo | PLN            | 326    | 0,7    |  |  |  |
|                |                    |                |        |        |  |  |  |
| Inscrits       | Inscrits           | Inscrits       | 66 832 | 100,00 |  |  |  |
| Abstentions    | Abstentions        | Abstentions    | 17 357 | 25,97  |  |  |  |
| Votants        | Votants            | Votants        | 49 475 | 74,03  |  |  |  |
| Blancs et nuls | Blancs et nuls     | Blancs et nuls | 2 783  | 5,63   |  |  |  |
| Exprimés       | Exprimés           | Exprimés       | 46 692 | 94,37  |  |  |  |

#### Septième circonscription (Guérande - La Baule)
| Candidat       | Candidat                       | Parti          | Premier tour | Premier tour | Second tour | Second tour |  |
| Candidat       | Candidat                       | Parti          | Voix         | %            | Voix        | %           |  |
| -------------- | ------------------------------ | -------------- | ------------ | ------------ | ----------- | ----------- |  |
|                | Olivier Guichard sortant réélu | RPR (UPF)      | 24 940       | 44,96        | 30 455      | 59,61       |  |
|                | René Leroux                    | PS (ADFP)      | 9 610        | 17,32        | 20 634      | 40,39       |  |
|                | Xavier de Laubier              | FN             | 4 604        | 8,3          |             |             |  |
|                | Charles Perraud                | GÉ (EÉ)        | 4 380        | 7,9          |             |             |  |
|                | Marc Justy                     | PCF            | 3 448        | 6,22         |             |             |  |
|                | Philippe Levenne               | Divers droite  | 3 116        | 5,62         |             |             |  |
|                | Alain Chanu                    | LT-LNÉ         | 1 500        | 2,7          |             |             |  |
|                | Pierre Minssart                | MDC            | 1 477        | 2,66         |             |             |  |
|                | Jean-Claude Saint-Arroman      | LO             | 1 339        | 2,41         |             |             |  |
|                | Geneviève Baudry               | SÉGA           | 734          | 1,32         |             |             |  |
|                | Laurent Prodeau                | MÉI            | 322          | 0,58         |             |             |  |
|                |                                |                |              |              |             |             |  |
| Inscrits       | Inscrits                       | Inscrits       | 84 152       | 100,00       | 84 145      | 100,00      |  |
| Abstentions    | Abstentions                    | Abstentions    | 25 235       | 29,99        | 29 096      | 34,58       |  |
| Votants        | Votants                        | Votants        | 58 917       | 70,01        | 55 049      | 65,42       |  |
| Blancs et nuls | Blancs et nuls                 | Blancs et nuls | 3 447        | 5,85         | 3 960       | 7,19        |  |
| Exprimés       | Exprimés                       | Exprimés       | 55 470       | 94,15        | 51 089      | 92,81       |  |

#### Huitième circonscription (Saint-Nazaire)
| Candidat       | Candidat            | Parti          | Premier tour | Premier tour | Second tour | Second tour |  |
| Candidat       | Candidat            | Parti          | Voix         | %            | Voix        | %           |  |
| -------------- | ------------------- | -------------- | ------------ | ------------ | ----------- | ----------- |  |
|                | Étienne Garnier élu | RPR (UPF)      | 13 767       | 31,08        | 21 915      | 50,27       |  |
|                | Claude Évin sortant | PS (ADFP)      | 10 221       | 23,07        | 21 681      | 49,73       |  |
|                | Jean-Louis Le Corre | PCF            | 6 297        | 14,22        |             |             |  |
|                | Gilles Denigot      | GÉ (EÉ)        | 4 322        | 9,76         |             |             |  |
|                | René-Marie Bouin    | FN             | 3 703        | 8,36         |             |             |  |
|                | Joël Gicquiaud      | Les Verts      | 2 241        | 5,06         |             |             |  |
|                | Marie-France Belin  | LO             | 1 094        | 2,47         |             |             |  |
|                | Brigitte de Limesse | LT-LNÉ         | 1 085        | 2,45         |             |             |  |
|                | Gabriel Guilloux    | Divers droite  | 813          | 1,84         |             |             |  |
|                | Bernard Hazo        | PT             | 754          | 1,7          |             |             |  |
|                |                     |                |              |              |             |             |  |
| Inscrits       | Inscrits            | Inscrits       | 73 999       | 100,00       | 73 996      | 100,00      |  |
| Abstentions    | Abstentions         | Abstentions    | 26 950       | 36,42        | 26 229      | 35,45       |  |
| Votants        | Votants             | Votants        | 47 049       | 63,58        | 47 767      | 64,55       |  |
| Blancs et nuls | Blancs et nuls      | Blancs et nuls | 2 752        | 5,85         | 4 171       | 8,73        |  |
| Exprimés       | Exprimés            | Exprimés       | 44 297       | 94,15        | 43 596      | 91,27       |  |

#### Neuvième circonscription (Pornic)
| Candidat       | Candidat            | Parti          | Premier tour | Premier tour | Second tour | Second tour |  |
| Candidat       | Candidat            | Parti          | Voix         | %            | Voix        | %           |  |
| -------------- | ------------------- | -------------- | ------------ | ------------ | ----------- | ----------- |  |
|                | Jean-Raymond Audion | RPR            | 15 858       | 31,57        | 19 390      | 46,99       |  |
|                | Pierre Hériaud élu  | UDF (CDS)      | 12 092       | 24,07        | 21 874      | 53,01       |  |
|                | Camille Durand      | PS (ADFP)      | 6 676        | 13,29        |             |             |  |
|                | Thierry Monvoisin   | FN             | 4 436        | 8,83         |             |             |  |
|                | Joseph Groppi       | Les Verts (EÉ) | 3 777        | 7,52         |             |             |  |
|                | Philippe Caillaud   | Divers droite  | 3 633        | 7,23         |             |             |  |
|                | Claudine Morel      | PCF            | 1 788        | 3,56         |             |             |  |
|                | Jeanine Paraux      | LT-LNÉ         | 1 117        | 2,22         |             |             |  |
|                | Gilles Berthelot    | MDC            | 512          | 1,02         |             |             |  |
|                | Charles Genaudeau   | PLN            | 350          | 0,7          |             |             |  |
|                |                     |                |              |              |             |             |  |
| Inscrits       | Inscrits            | Inscrits       | 73 311       | 100,00       | 73 301      | 100,00      |  |
| Abstentions    | Abstentions         | Abstentions    | 19 970       | 27,24        | 25 478      | 34,76       |  |
| Votants        | Votants             | Votants        | 53 341       | 72,76        | 47 823      | 65,24       |  |
| Blancs et nuls | Blancs et nuls      | Blancs et nuls | 3 102        | 5,82         | 6 559       | 13,72       |  |
| Exprimés       | Exprimés            | Exprimés       | 50 239       | 94,18        | 41 264      | 86,28       |  |

#### Dixième circonscription (Clisson)
|                | Serge Poignant élu | RPR (UPF)      | 28 809 | 56,04  |  |  |  |
|                | Christian Nadal    | PS (ADFP)      | 7 168  | 13,94  |  |  |  |
|                | Charly Templier    | Les Verts (EÉ) | 5 216  | 10,15  |  |  |  |
|                | Hervé Leca         | FN             | 4 132  | 8,04   |  |  |  |
|                | Alan Coraud        | UDB            | 1 936  | 3,77   |  |  |  |
|                | Michel Gouty       | PCF            | 1 851  | 3,6    |  |  |  |
|                | Jean-Claude Pelé   | LT-LNÉ         | 1 735  | 3,37   |  |  |  |
|                | Didier Lemerle     | PLN            | 565    | 1,1    |  |  |  |
|                |                    |                |        |        |  |  |  |
| Inscrits       | Inscrits           | Inscrits       | 74 401 | 100,00 |  |  |  |
| Abstentions    | Abstentions        | Abstentions    | 19 438 | 26,13  |  |  |  |
| Votants        | Votants            | Votants        | 54 963 | 73,87  |  |  |  |
| Blancs et nuls | Blancs et nuls     | Blancs et nuls | 3 551  | 6,46   |  |  |  |
| Exprimés       | Exprimés           | Exprimés       | 51 412 | 93,54  |  |  |  |